# Calabrote
En náutica, el calabrote o cablote es un cabo muy grueso, de nueve cordones colchados de tres en tres,de izquierda a derecha y el conjunto colchado a la izquierda, en guindaleza
Al calabrote, Sarmiento y varios autores le llaman cablote.

## Descripción
Es un cabo de los más gruesos usados por la marina para estachas de remolque, halar los barcos a lo largo de muelles o a la espía y amarrarlos, así como para todas las grandes faenas de a bordo.
Está formado por tres o cuatro guindalezas, de igual mena, colchadas juntas en sentido opuesto a aquel en que están aquellas torcidas, es decir de derecha a izquierda, y cuando lleva el alma interior ya está colchada al revés que los cordones. Constan los calabrotes de nueve cordones, por lo menos, y su mena varía de 80 a 400 mm o más.

## Expresiones relacionadas
- Dar un calabrote en ayuda de un cable: tenderlo con su correspondiente anclote junto al ancla y cable que está trabajando en el agua para aumentar la resistencia contra el viento, mar o corriente. Es de advertir que esta maniobra está tachada de inútil por la ordenanza misma en el tratado 5°, título 3°, artículo 69.
- Correr con calabrotes por la popa a la rastra (Correr con cables por la popa a la rastra): echar uno o más por la popa teniéndolos amarrados por su extremo al palo mayor, para que arrastrando por el agua, hagan disminuir la velocidad de la embarcación que se ve precisada a correr un tiempo en poca extensión de mar.
- Largar un calabrote con seno por la popa: es arriar por ella en efecto el seno de un calabrote, al mismo tiempo que se lleva toda fuerza de vela para que disminuyendo el andar del buque, se engañe el enemigo a quien se quiere atraer, para batirlo o apresarlo.[2]
- Echar un calabrote por barlovento: es largarlo efectivamente por esta banda para que contenga la deriva del buque, cuando está desarbolado de todos los palos y cerca de la costa.[3][4]